# Beton wysokowytrzymały
Beton wysokowytrzymały (beton wysokowartościowy, BWW) – beton o wytrzymałości na ściskanie powyżej 60 MPa. Do jego produkcji używany jest cement o wysokiej wytrzymałości (klasy 42,5 lub 52,5) oraz kruszywa łamane ze skał o dużej wytrzymałości (np. granit, bazalt, sjenit).
Stosowanie BWW umożliwia wykonywanie trwałych elementów o wyjątkowo dużej nośności oraz rozpiętości i stosunkowo niewielkiej masie (dzięki cienkim przekrojom poprzecznym).